# Marcel Vandernotte
Marcel Henri Vandernotte, född 29 juli 1909 i Nantes, död 15 december 1993 i Nantes, var en fransk roddare.
Vandernotte blev olympisk bronsmedaljör i fyra med styrman vid sommarspelen 1936 i Berlin.